# Swahili (Sprache)

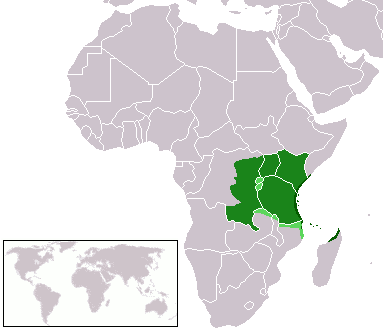
Verbreitung von Swahili

Swahili, deutsch auch Suaheli, Kisuaheli, Kiswahili (Eigenbezeichnung) sowie vereinzelt Suahelisch, ist eine Bantusprache und die am weitesten verbreitete Verkehrssprache Ostafrikas. Swahili ist die Muttersprache der Swahili, die im etwa 1500 Kilometer langen Küstenstreifen von Süd-Somalia bis in den Norden von Mosambik leben, sowie einer ständig wachsenden Zahl von Einwohnern Ostafrikas, die mit dieser Sprache aufwachsen. Mehr als 80 Millionen Menschen beherrschen Swahili, was die Sprache zu der am meisten gesprochenen Bantusprache weltweit macht – von diesen sind nur 5–10 Millionen Muttersprachler.

## Verbreitung
Swahili ist Amtssprache in Tansania, wo es durch den Nationalen Swahilirat gepflegt wird, sowie zweite Amtssprache und weit verbreitete Verkehrssprache in Kenia. In Uganda ist es seit 2005 Amtssprache. Bereits 1967 hat sich die Ostafrikanische Gemeinschaft die Förderung des Swahili anstatt des von der britischen Kolonialmacht hinterlassenen Englischen zu einem Ziel gesetzt. In der Demokratischen Republik Kongo ist Swahili eine von vier Nationalsprachen, gesprochen wird es vor allem im Osten des Landes. In Ruanda ist es seit 2017 Amtssprache. Swahili wird auch in Burundi, Süd-Somalia, Mosambik, Malawi und auf den Komoren (einschließlich Mayotte) gesprochen.
Bei dem Gipfeltreffen der Afrikanischen Union im Juli 2004 wurde Swahili als Arbeitssprache genutzt. Als Verkehrssprache (Handelssprache, Lingua franca) wird Swahili von etwa 80 Millionen Menschen gesprochen.

## Herkunft des Wortes Swahili, deutsche Schreibung
Das Wort Swahili stammt von dem Plural sawāḥil des arabischen Wortes sāḥil, das „Küste“ oder „Grenze“ bedeutet (vgl. Sahelzone). Das daraus abgeleitete Adjektiv as-sawāḥilī (السواحلي) bedeutet etwa „Küstenbewohner“. Unklar ist, ob die Endung -i auf die arabische Nisba-Endung zurückgeht oder aus phonologischen Gründen angehängt wurde. Die Sprache wird im Swahili selbst (und gelegentlich auch im Deutschen) Kiswahili genannt. Das Präfix ki- gibt dabei (ähnlich wie im Deutschen der Artikel) die Klassenangehörigkeit des Nomens an.
In der deutschen Kolonialzeit von Tanganjika (1885–1918) gab es noch keine einheitliche Schreibung von Swahili in lateinischer Schrift. Man verwendete dann im Deutschen für Swahili-Namen Buchstaben mit ähnlicher deutscher Lautung, insbesondere -u- für den labialisierten Halbvokal ([⁠w⁠], heutige Schreibung -w-) und -j- für den palatalen ([⁠j⁠], heute -y-), -dsch-, selten auch -dj-, für den stimmhaften palatalen Plosiv  ([⁠ɟ⁠], heute -j-), -s- für den stimmhaften s-Laut ([⁠z⁠], heute -z-) und -ss- für den stimmlosen ([⁠s⁠], heute -s-), z. B. Muansa für Mwanza, Njassa für Nyasa. Bei bekannten Namen wie Suaheli oder Kilimandscharo hat sich diese Schreibung im Deutschen bis heute neben der modernen Swahili-Schreibweise erhalten. Für die weitergehende Eindeutschung mit dem Adjektiv suahelisch gibt es vereinzelte Belege vom späten 19. Jahrhundert an bis heute; in deutschen Wörterbüchern findet sich dieses Wort nicht.

## Entwicklung

### Ursprung und Sprachgeschichte

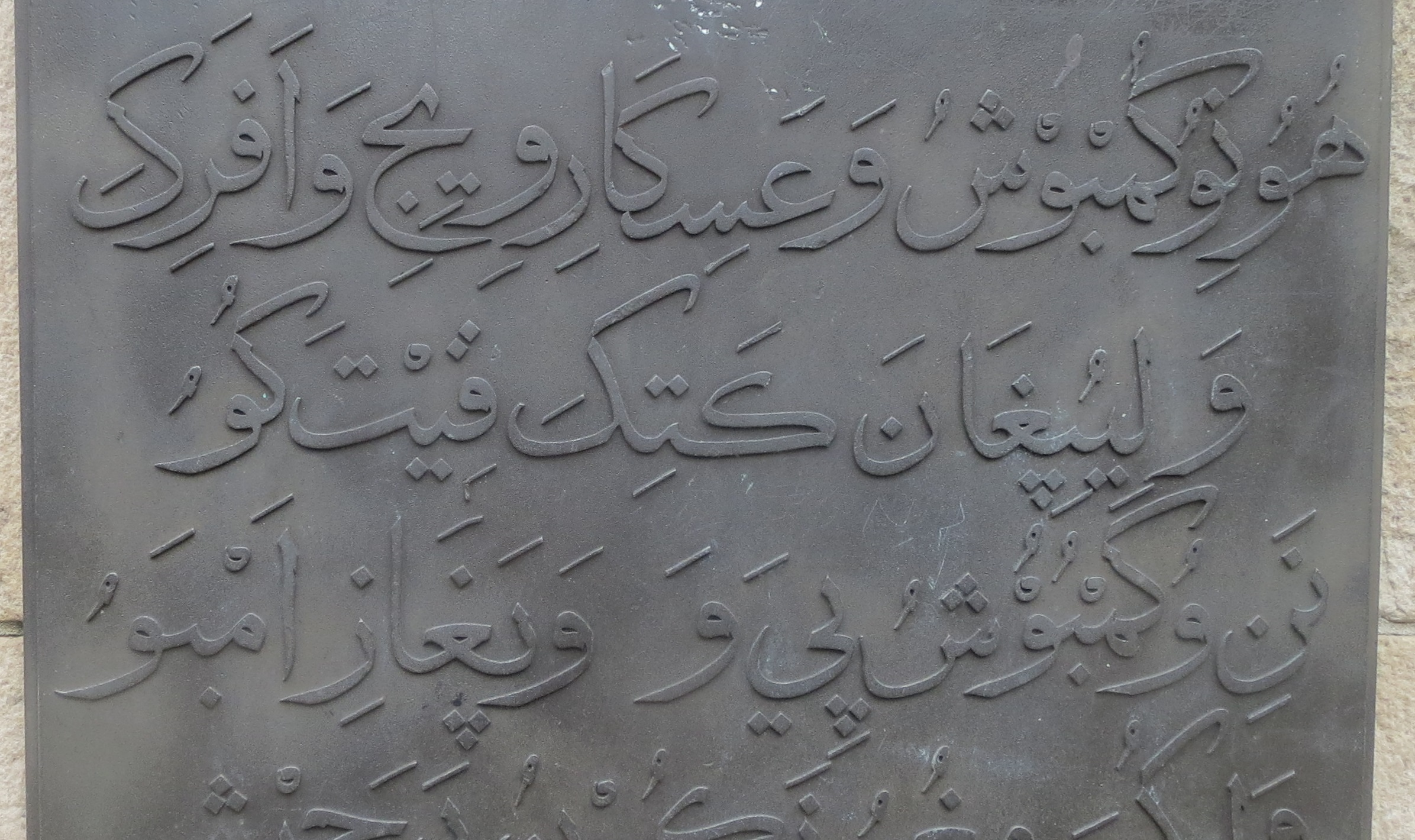
Swahili in arabischer Schrift auf dem Askaridenkmal in Dar es Salaam "Huu ni ukumbusho wa askari wenyeji Waafrika waliopigana katika Vita Kuu …", übersetzt: „Dies ist eine Erinnerung an die afrikanischen Krieger, die im großen Krieg kämpften …“

Swahili ist aus der Begegnung afrikanischer Küstenbewohner mit seefahrenden Händlern meist arabischen Ursprungs entstanden. Die Sprache wird genetisch zur Sabaki-Gruppe der Bantusprachen Ostafrikas gerechnet. Die größten Ähnlichkeiten bestehen zu einer Reihe von Sprachen des kenianischen Küstenraumes sowie der Komoren. In der geographischen Einteilung der Bantusprachen nach Malcolm Guthrie gehört Swahili zur Zone G40.
Auch wenn Swahili grammatikalisch eindeutig zu den Bantusprachen gehört, umfasst sein Wortschatz eine große Zahl arabischer Vokabeln. Dies veranlasste frühe europäische Besucher dazu, das Swahili als eine Variante des Arabischen anzusehen. In klassischen Gedichten kann dieser Anteil bei bis zu 50 % liegen; im modernen Umgangsswahili wird der Anteil arabischer Wörter auf 20 % geschätzt. Generell wurden im islamisch geprägten Küstenraum, der traditionellen Heimat der Sprache, mehr Wörter arabischen Ursprungs benutzt als im Binnenland.
Im 20. Jahrhundert ist eine große Zahl von Begriffen aus dem Englischen aufgenommen worden. Als weitere Sprachen sind das Persische, indische Sprachen, Portugiesisch und im Kongo-Swahili auch das Französische mit Lehnwörtern im Swahili vertreten. Aus der deutschen Kolonialzeit sind nur wenige Ausdrücke dauerhaft ins Swahili eingedrungen, von denen „shule“ (Schule) der bekannteste ist. Insgesamt wird geschätzt, dass der Anteil fremdsprachlicher Wörter im Swahili etwa dem Anteil französischer, lateinischer und griechischer Lehnwörter im Englischen entspricht.

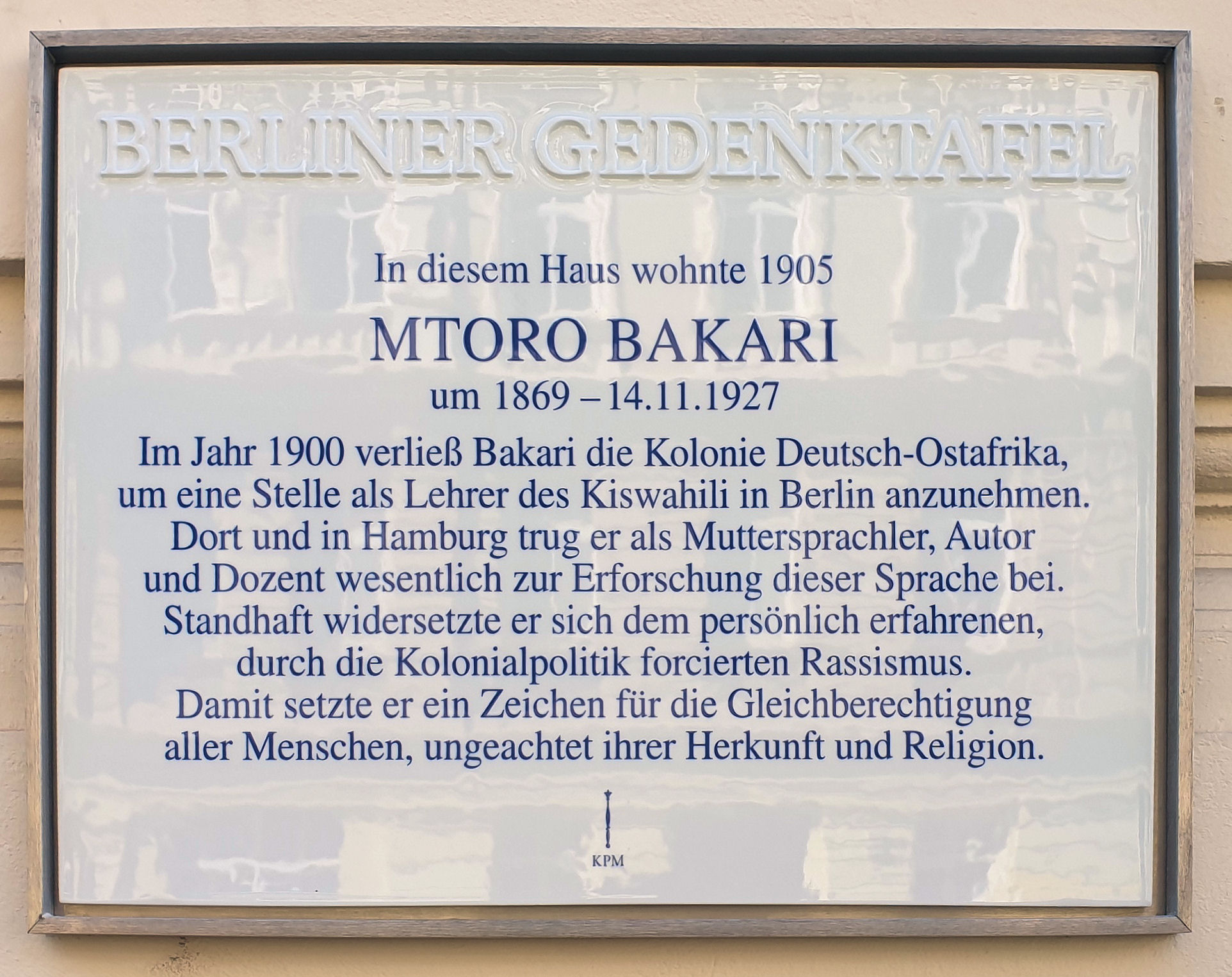
Gedenktafel in Berlin-Kreuzberg

Abgesehen von der äthiopischen Schrift und mancherorts verwendeten Bilderzeichen wie der Nsibidi-Bilderschrift besaßen vor der Zeit des Kolonialismus südlich der Sahara nur Swahili und andere afrikanische Sprachen, die zu muslimischen Herrschaftsgebieten gehörten, eine Schrifttradition. Inschriften und Münzfunde von der ostafrikanischen Küste weisen darauf hin, dass muslimische Herrscher ab dem 9. Jahrhundert die arabische Schrift verwendeten. Die ältesten erhaltenen Swahili-Manuskripte stammen aus der Zeit um 1700 und benutzen die arabische Schrift als Adschami-Schrift. Im 19. Jahrhundert wurde die Sprache erstmals mit lateinischer Schrift notiert; der schwäbische Missionar Ludwig Krapf verfasste das erste Wörterbuch, eine Grammatik und erste Teile der Bibel ab 1844. Unter dem Einfluss der Missionsschulen sowie der europäischen Kolonialmächte wurde das lateinische Alphabet zum Standard. Im Küstenbereich gibt es heute nur noch wenige Swahilisprecher, die als Muslime und Koranleser mit der arabischen Schrift vertraut sind und auch Swahili noch mit arabischen Buchstaben notieren.

### Ausbreitung
Durch den Karawanenhandel in Ostafrika mit Sklaven und Elfenbein verbreitete sich das Swahili als Handels- und Verkehrssprache zunehmend entlang der Karawanenwege von der ostafrikanischen Küste ins Binnenland bis in die Region der Großen Seen und den östlichen Kongo. Im 19. Jahrhundert wurde die Sprache lexikalisch und grammatikalisch erschlossen, wobei vor allem Missionare wie Ludwig Krapf, Edward Steere und im 20. Jahrhundert Charles Sacleux eine bedeutende Rolle spielten. Von Krapf stammt die erste Swahili-Grammatik und von Steere eine Grammatik in einer als Lehrbuch benutzbaren Form. Die von Steere benutzte einfache Orthografie wurde mit geringen Modifikationen bei der Standardisierung in den 1930er Jahren zugrunde gelegt. Sacleux erstellte ein Wörterbuch mit vielen etymologischen Anmerkungen sowohl für arabische Lehnwörter als auch für verwandte Wörter in benachbarten Bantusprachen. (Siehe Abschnitt Sprachwissenschaft.)

### Kolonialzeit
Mit dem Beginn der Kolonialzeit verstärkte sich die Bedeutung des Swahili, da sowohl in Deutsch-Ostafrika als auch in Kenia die deutschen und britischen Kolonialherren von der Küste her das Land unterwarfen, sich beim Aufbau der Verwaltung einheimischer Helfer aus dem swahilisprachigen Gebiet bedienten und die Sprache auch als Verwaltungssprache einsetzten. Die Deutschen setzten hierbei das Swahili konsequent als Amtssprache für den direkten Kontakt mit den Einheimischen auf den unteren Ebenen der Verwaltung sowie in den staatlichen Schulen ein, wohingegen die zahlreichen Missionsschulen eher auf die Lokalsprachen der einzelnen Volksgruppen setzten. Im britischen Bereich war Swahili in Uganda vorübergehend offizielle Verwaltungssprache, blieb aber dauerhaft nur die Kommandosprache für Polizei und Armee. In Kenia setzten die Briten bis in die 1950er Jahre Swahili als untere Verwaltungssprache und überregionale Bildungssprache in den Volksschulen ein, setzten dann aber stärker auf das Englische. In Tanganjika setzten die Briten die vormalige deutsche Sprachpolitik mit Swahili als unterer Verwaltungssprache bis zur Unabhängigkeit fort. In Belgisch-Kongo wurde die Sprache von den belgischen Kolonialherren in Verwaltung und Schulbildung in der östlichen Region Katanga verwendet und ist heute eine der vier anerkannten nationalen Sprachen der Demokratischen Republik Kongo.

### Standardisierung
In den Jahren zwischen den beiden Weltkriegen bemühte sich die britische Kolonialmacht um eine Standardisierung der Sprache, um sie besser zu Verwaltungszwecken einsetzen zu können. Im Interterritorialen Sprachkomitee der britischen ostafrikanischen Gebiete wirkten Regierungsvertreter, Einheimische und Vertreter der Missionsgesellschaften zusammen, denen an einer Vereinheitlichung für eine gemeinsame Bibelübersetzung sowie für ihre Schulen gelegen war. Dabei wurde der Dialekt von Sansibar zugrunde gelegt, der schon im 19. Jahrhundert durch den Karawanenhandel eine weitere Verbreitung entlang der Handelswege im Landesinneren von Tanganjika gefunden hatte. Hierauf baut bis heute das Standard-Swahili auf, wie es in Tansania und Kenia durch Schulbücher und Massenmedien verbreitet wird.

### Seit der Unabhängigkeit

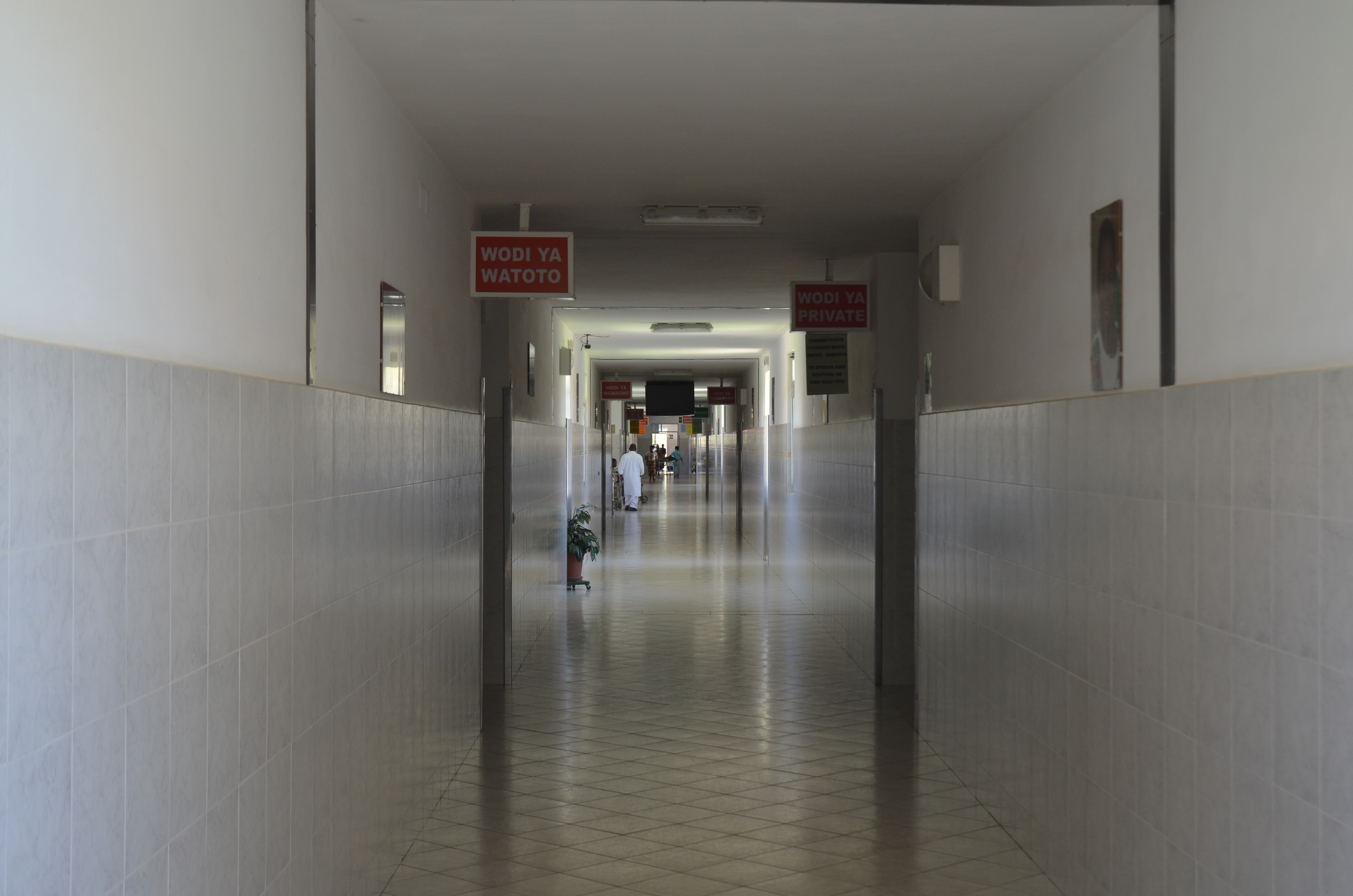
Swahili ist in Tansania auch in geschriebener Form allgegenwärtig: hier einsprachige Aufschriften im Krankenhaus in Ikonda im Makete-Distrikt (Bedeutung: „Krankenstation für Kinder“, „… privat“, „… Männer“, „… Frauen“).

Die Pflege der Sprache obliegt heute den Nationalen Swahiliräten in Tansania und Kenia sowie dem sprachwissenschaftlichen Institut an der Universität Dar es Salaam, an dem eine Reihe von Wörterbüchern erarbeitet worden sind. Die tatsächliche Verbreitung ist in Tansania am weitesten fortgeschritten, wo Swahili die allgemeine Unterrichtssprache der siebenjährigen Volksschule ist. In Kenia und Tansania ist es auch Pflichtfach an den Sekundarschulen. In beiden Ländern gibt es Radio- und Fernsehprogramme auf Swahili.
Der Fortschritt der Sprache in Uganda ist bisher begrenzt. Sie gilt als „islamisch“ und erfreut sich geringer Beliebtheit, weil sie die Kommandosprache von Polizei und Militär ist. Tansanier machen sich in dieser Hinsicht gerne über ihre Nachbarn lustig, wie ein verbreitetes Scherzwort zeigt:

„Kiswahili kilizaliwa Unguja, kilikua Tanzania Bara, kikafa Kenya na kuzikwa Uganda.“

„Swahili wurde auf Unguja geboren, wuchs in Tansania auf, starb in Kenia und ist begraben in Uganda.“

Im Jahre 2005 wurde Swahili neben Englisch zur zweiten Nationalsprache Ugandas erklärt und wird seither allmählich zunehmend in den Schulen unterrichtet.

## Phonologie

### Schreibung und Aussprache
Swahili wird heute in lateinischer Schrift geschrieben. Die Schreibung ist sehr weitgehend phonematisch, so dass in Wörterbüchern und Lehrbüchern auf eine gesonderte Aussprachebezeichnung verzichtet werden kann. Auch Lehnwörter aus anderen Sprachen werden entsprechend ihrer Aussprache geschrieben, was insbesondere bei Wörtern englischen Ursprungs oft sehr stark von der Originalschreibung abweicht, z. B. kompyuta (computer), kamanda (commander), kwaya (choir), risiti (receipt).
Die Buchstaben q und x werden nicht benutzt, und c nur als Bestandteil des Digraphs ch. Für die Aussprache ist eine erste, durchaus weitgehend gültige Orientierung:
- Vokale (ohne y) ähnlich wie im Deutschen (oder, etwas genauer, wie im Spanischen)
- Konsonanten und Konsonanten-Digraphen wie im Englischen, aber mit genaueren Unterscheidungen: th (wie engl. thick) – dh (wie engl. this); ng (wie engl. finger oder deutsch Singular) – ng’ (wie engl. singer oder deutsch Finger)
- Betonung auf der vorletzten Silbe

Genaueres siehe die nachfolgenden Abschnitte.

### Silbenstruktur
Eine Silbe in Swahili besteht aus einem Vokal, dem kein, ein oder mehrere Konsonanten vorangehen; außerdem können Nasale allein eine Silbe bilden, wenn sie eigenständige Morpheme sind. Konsonantencluster vor vokalischem Silbenkern bestehen überwiegend aus einem einzelnen Konsonanten, dem ein homorganer Nasal vorausgehen oder ein Halbvokal folgen kann. Unmittelbar aufeinanderfolgende Vokale, auch gleiche, gehören zu verschiedenen Silben; es gibt also keine Diphthonge oder Langvokale. Nur am Wortende wird ein doppelt geschriebener Vokal als langer betonter Vokal ausgesprochen. Die jeweils vorletzte Silbe ist betont; der Ton verschiebt sich also beim Anfügen von Suffixen. Beispiele (mit Silbeneinteilung): Ki|swa|hi|li [⁠kiswaˈhiˑli⁠] (Swahili), u|nywe|le [⁠uˈɲwɛˑlɛ⁠] (Haar), sha|ngwe [⁠ˈʃaˑŋgwɛ⁠] (Jubel), m|tu [⁠ˈm̩tu⁠] (Mensch), m|si|m|zu|i|e [⁠m̩sim̩zuˈiˑɛ⁠] (hindert ihn nicht), ku|ka|a|nga [⁠kukaˈaˑŋga⁠] (braten), m|zee [⁠m̩ˈzeː⁠] (alter Mensch), nyu|mba [⁠ˈɲuˑmba⁠] (Haus), nyu|mba|ni [⁠ɲuˈmbaˑni⁠] (im Haus).
Die Silben sind also stets offen. Bei Lehnwörtern wird das oft durch Einschub von Vokalen erreicht, meistens /u/ nach Labialen und /i/ sonst, z. B. daktari von engl. doctor (Arzt), aiskrimu von engl. icecream (Speiseeis), kadibodi von engl. cardboard (Pappe), zabibu von arab. zabib (Weintraube), safari von arab. safar (Reise). Im Wortinneren geschieht das nur, wenn das Konsonantencluster schwer auszusprechen ist, am Wortende jedoch immer bis auf sehr wenige Ausnahmen bei arabischen Wörtern, z. B. maalum (speziell), rais (Präsident), salaam (Grüße).

### Vokale
Swahili verfügt über fünf Vokal-Phoneme: /a/, /e/, /i/, /o/ und /u/. Anders als die deutschen Vokale unterscheiden sie sich nicht durch Vokallänge. Sie werden auch in unbetonten Silben nicht reduziert gesprochen, nur in betonten Silben etwas länger, aber in derselben Vokalqualität. Die geschlossenen Vokale /i/ und /u/ werden ähnlich wie die langen deutschen Vokale gesprochen, die halboffenen /e/ und /o/ wie die kurzen deutschen; lediglich -ee am Wortende etwas geschlossener, etwa [e̞ː] statt [ɛː].
|             | vorne | zentral | hinten |
| ----------- | ----- | ------- | ------ |
| geschlossen | i     |         | u      |
| mittel      | e     |         | o      |
| offen       |       | a       |        |

Aussprache:
- /a/ wie das „a“ in „Rabe“, z. B. upande [⁠uˈpaˑndɛ⁠] (Seite)
- /e/ wie das erste „e“ in „Kessel“, z. B. upendo [⁠uˈpɛˑndɔ⁠] (Liebe)
- /i/ wie das „i“ in „Fibel“, z. B. upinde [⁠uˈpiˑndɛ⁠] (Bogen)
- /o/ wie das „o“ in „Tonne“, z. B. upondo [⁠uˈpɔˑndɔ⁠] (Ruder)
- /u/ wie das „u“ in „Lupe“, z. B. punda [⁠ˈpuˑnda⁠] (Esel)

### Konsonanten
Die folgende Tabelle enthält die Konsonanten des Swahili in Form ihrer schriftlichen Umsetzung als Einzelbuchstaben oder Digraphen. In eckigen Klammern ist jeweils der Laut in phonetischer Transkription angegeben. Neben den genannten gibt es den Digraph ng für die Lautverbindung [⁠ŋg⁠], die viel häufiger ist als der Laut ng’ [⁠ŋ⁠] allein.
|                      | bilabial | labio- dental | dental        | alveolar    | post- alveolar | palatal | velar         | glottal |
| -------------------- | -------- | ------------- | ------------- | ----------- | -------------- | ------- | ------------- | ------- |
| Implosive            | b [ɓ~b]  |               | d [ɗ~d]       |             |                | j [ʄ~ɟ] | g [ɠ~g]       |         |
| Plosive              | p [p~pʰ] |               |               | t [t~tʰ]    |                |         | k [k~kʰ]      |         |
| Affrikate            |          |               |               | ch [tʃ~tʃʰ] |                |         |               |         |
| Frikative            |          | f [⁠f⁠] v [⁠v⁠]   | th [⁠θ⁠] dh [⁠ð⁠] | s [⁠s⁠] z [⁠z⁠] | sh [⁠ʃ⁠]         |         | kh [⁠x⁠] gh [⁠ɣ⁠] | h [⁠h⁠]   |
| Flaps                |          |               |               | r [⁠ɾ⁠]       |                |         |               |         |
| Nasale               | m [⁠m⁠]    |               |               | n [⁠n⁠]       |                | ny [⁠ɲ⁠]  | ng’ [⁠ŋ⁠]       |         |
| Approximanten        | w [⁠w⁠]    |               |               |             |                | y [⁠j⁠]   |               |         |
| lat. Approxi- manten |          |               |               |             |                | l [⁠l⁠]   |               |         |

Stimmlose Laute stehen jeweils links in einem Kästchen, stimmhafte rechts. Die Tilde „~“ trennt verschiedene phonetische Realisierungen derselben Schreibung. Ob es sich dabei um verschiedene, nur orthografisch gleiche Phoneme handelt oder um Allophone desselben Phonems, wird im nächsten Unterabschnitt diskutiert. In Swahili-Lehrbüchern zum Zweck des Spracherwerbs (im Gegensatz zu linguistischen Sprachbeschreibungen) ist meist für jeden Konsonantenbuchstaben oder -digraph nur eine Aussprache unabhängig vom Kontext angegeben, und die durch die Tilde dargestellten Lautunterschiede kommen allenfalls als Randbemerkungen vor. Dem liegt also eine Phonemeinteilung zugrunde, bei der jeweils der Inhalt einer eckigen Klammer in der Tabelle ein Phonem ist. Auch die Beispiele oben im Abschnitt Silbenstruktur folgen diesem Muster. In linguistischen Sprachbeschreibungen werden oft die Phoneme genauer unterschieden, wobei es durchaus verschiedene Modelle gibt.

#### Pränasalierte, implosive und aspirierte Verschlusslaute
Stimmhafte Verschlusslaute sind häufig pränasaliert, d. h., es geht ihnen der homorgane Nasal voraus: mb [⁠mb⁠], nd [⁠nd⁠], nj [⁠nɟ⁠], ng [⁠ŋg⁠]. Sind sie nicht pränasaliert, so werden sie zumindest im Swahili-Stammland an der Küste als Implosive gesprochen: b [⁠ɓ⁠], d [⁠ɗ⁠], j [⁠ʄ⁠], g [⁠ɠ⁠]. Stimmhafte Verschlusslaute treten also jeweils in zwei Varianten auf, der pränasalierten und der oft implosiv gesprochenen nicht pränasalierten.
| …  | n…       |
| -- | -------- |
| b- | mb-      |
| v- | v- / mv- |
| w- | w- / mb- |
| d- | nd-      |
| z- | nz-      |
| j- | nj-      |
| g- | ng-      |
| l- | nd-      |
| r- | nd-      |

Präfixe m- und n-: Es gibt mehrere Morpheme, die nur aus einem Nasal bestehen, nämlich m- (Klassenpräfix der Klassen 1 und 3; Subjektpräfix der 2. Person Plural; Objektpräfix der 3. Person Singular) und n- (Klassenpräfix der Klassen 9 und 10). Vor Vokalen werden sie zu mw- bzw. ny- und gehören zur gleichen Silbe wie der Vokal. Vor Konsonanten sind sie silbisch und betont, wenn der Konsonant zur letzten Silbe des Wortes gehört. m- und n- verhalten sich aber verschieden, was den Einfluss des nachfolgenden Konsonanten angeht:
- m- wird Konsonanten immer unverändert vorangestellt, stimmhaften wie stimmlosen, auch allen Nasalen, z. B. mzigo (Last), mshale (Pfeil), mmea (Pflanze), mnazi (Kokospalme), mnyama (Tier), mng’aro (Glanz).
- n- pränasaliert dagegen nachfolgende stimmhafte Verschlusslaute, analog auch stimmhafte Frikative und Liquide, siehe Tabelle rechts; vergleiche etwa unverändertes m- und r- in mti mrefu [⁠ˈm̩ti m̩ˈɾɛˑfu⁠] („hoher Baum“ Kl. 3, mrefu←m-refu) mit miteinander verschmolzenen n- und r- in njia ndefu [⁠ˈnɟiˑa ˈndɛˑfu⁠] („langer Weg“ Kl. 9, ndefu←n-refu). Vor anderen Konsonanten entfällt das n-, wenn es nicht betont ist, und nachfolgende stimmlose Plosive und Affrikaten werden dann von vielen Sprechern aspiriert gesprochen. Ist das Wort ohne den Nasal einsilbig, so ist in allen Fällen der Nasal betont, z. B. nta [⁠ˈn̩ta⁠] (Wachs), nge [⁠ˈŋ̩gɛ⁠] (Skorpion), nzi [⁠ˈn̩zi⁠] (Fliege), nchi [⁠ˈn̩tʃi⁠] (Land).

Nach diesen Regeln kann es in einzelnen Fällen zur unterschiedlichen Aussprache bedeutungsverschiedener, aber orthografisch gleicher Wörter kommen:
- Beginnt ein Adjektiv mit implosivem b-, so wird ein Präfix m- ohne Einfluss auf das b- davorgestellt, das implosiv bleibt. Ein Präfix n- pränasaliert dagegen das b- zu mb-, und das b- ist nicht mehr implosiv. Die Schreibweise ist in beiden Fällen gleich, z. B. mti mbaya [⁠ˈm̩ti m̩ˈɓaˑja⁠] („schlechter Baum“ Kl. 3, mbaya←m-baya) und njia mbaya [⁠ˈnɟiˑa ˈmbaˑja⁠] („schlechter Weg“ Kl. 9, mbaya←n-baya).
- Sowohl in Klasse 5 als auch in Klasse 9 haben Substantive, die mit stimmlosem Plosiv beginnen, kein Klassenpräfix, z. B. paa [⁠paː⁠] („Dach“ Kl. 5, Plural mapaa Kl. 6) und paa [⁠pʰaː⁠] („Gazelle“ Kl. 9, Plural paa Kl. 10). Bei letzterem Paar ist das Präfix n- jeweils weggefallen, so dass das p- aspiriert wird; bei ersterem gibt es im Singular kein Klassenpräfix, und damit keinen Grund für ein aspiriertes p-.

Diese Minimalpaare zeigen, dass das Phoneminventar feiner unterteilt ist als die Schreibung wiedergibt. Man differenziert das Phoneminventar weiter, indem man die aspirierten Plosive /⁠pʰ⁠/, /⁠tʰ⁠/, /⁠kʰ⁠/ und /⁠tʃʰ⁠/ als Phoneme dazunimmt, ebenso die pränasalierten stimmhaften Plosive /⁠ᵐb⁠/, /⁠ⁿd⁠/, /⁠ⁿɟ⁠/ und /⁠ᵑɡ⁠/, und bei manchen Autoren noch weitere. Die explosiven stimmhaften Plosive fallen dann auf jeden Fall als Phoneme weg, können aber als Allophone der implosiven zugelassen werden, da sie mit keinem anderen Laut in Kontrast stehen und von vielen Sprechern anstelle der implosiven verwendet werden.
Die Minimalpaar-Eigenschaft hängt allerdings davon ab, dass die genannten Differenzierungen der Aussprache, nämlich die Unterscheidung implosiver von explosiven und aspirierter von nicht aspirierten Verschlusslauten sowie die Unterscheidung silbischer von nichtsilbischen Nasalen (auch in unbetonter Stellung im Wortinneren), von den Sprechern tatsächlich regelkonform gemacht und von den Hörern erkannt und zur Unterscheidung ansonsten gleicher Wörter benutzt werden. Beides ist nur sehr eingeschränkt der Fall, und umgekehrt führt die geringe Unterscheidungskraft dieser Differenzierung auch zu ihrer Vernachlässigung bei der Lehre der Sprache. So nennt Polomé die folgenden Ursachen für die Verwischung des Kontrasts zwischen aspirierten und nicht-aspirierten Plosiven:
- die geringe semantische Unterscheidungskraft („low functional yield on the semantic level“),
- die Tendenz, initiale stimmlose Plosive und Affrikaten in jedem Fall zu aspirieren, besonders in zweisilbigen Wörtern,
- die fehlende schriftliche Notation der Aspiration in der früheren arabischen wie in der jetzigen lateinischen Schrift, sowie
- den steigenden Einfluss der zahlreichen nichtmuttersprachlichen Sprecher, die nicht eine Unterscheidung vornehmen, auf die im Swahili-Sprachunterricht kein Wert gelegt wird.

#### Frikative in arabischen Lehnwörtern
Die Digraphen dh [⁠ð⁠], gh [⁠ɣ⁠] und kh [⁠x⁠] treten nur in arabischen Lehnwörtern auf; th [⁠θ⁠] daneben auch in modernen Entlehnungen aus dem Englischen wie themometa (Thermometer) und thieta (Operationssaal). Statt kh wird heute durchgängig h geschrieben und weithin auch so gesprochen, außer in einigen Namen oder – im Zusammenhang damit – im Titel sheikh (auch shehe geschrieben).

## Nominalklassen
Wie alle Bantusprachen teilt Swahili alle Substantive in Nominalklassen ein, im Folgenden oft kurz als Klassen bezeichnet.
Eine Nominalklasse in Swahili ist dadurch gekennzeichnet, dass die Substantive in ihr folgendes gemeinsam haben:
1. Sie haben eine klassentypische Wortform und bilden den Plural auf dieselbe Weise. Damit ist die Nominalklasse eine Deklinationsklasse, auch wenn sich die Deklination auf die Pluralbildung beschränkt, weil es in Swahili keine Kasus gibt. Siehe Abschnitt Wortgestalt, Singular und Plural.
2. Andere Wörter im gleichen Satz, die sich auf das Substantiv beziehen, insbesondere Adjektive, Verben und Zahlwörter, unterliegen den gleichen morphologischen Änderungen in Abhängigkeit von der Klasse; diese Wörter kongruieren also mit dem Substantiv bezüglich der Klasse. Damit ist die Nominalklasse ein Genus. Siehe Abschnitt Kongruenzen nach Klasse und Person.
3. Sie haben Bedeutungen aus derselben Kategorie oder sind das Resultat desselben Wortbildungsverfahrens. Damit ist die Nominalklasse eine Vereinigung von einer oder mehreren Bedeutungskategorien. Siehe Abschnitt Klasse und Bedeutung.

Die beiden ersten genannten Merkmale sind eng korreliert: Jedes Substantiv hat die klassentypische Wortform, und die Klasse legt (zusammen mit der Eigenschaft belebt zu sein oder nicht) eindeutig fest, wie andere Wörter kongruieren. Das dritte Merkmal zeigt dagegen zahlreiche Ausnahmen, vor allem bei den Bedeutungskategorien, weniger bei den Wortbildungen.
Fast alle morphologischen Veränderungen am Substantiv selbst oder an kongruierenden Wörtern betreffen den Wortanfang, werden also durch klassenabhängige Präfixe bewirkt, die sich auch für dieselbe Klasse je nach Funktion und Kontext unterscheiden können (siehe Abschnitt über Kongruenzen). Ist einfach von einem Klassenpräfix die Rede, so ist das Präfix des Substantivs selbst gemeint.
Die in der wissenschaftlichen Literatur übliche und auch in diesem Artikel benutzte Bezeichnungsweise für die Nominalklassen von Bantusprachen ist die auf Wilhelm Bleek zurückgehende Nummerierung mit Zahlen bis 23, wobei für Swahili nur 1–11 und 14–18 genutzt werden. Sie macht keinen Gebrauch von Eigenschaften des Klassensystems einer bestimmten Sprache und ist daher zum Vergleich verschiedener Sprachen besonders geeignet, was auch Bleeks Ziel war; siehe dazu den Abschnitt Klassennummern nach Bleek des Artikels Bantusprachen. In dieser Nummerierung ist eine Klasse durch einen Satz zusammengehöriger Präfixe gekennzeichnet. Da die Präfixe für Singular und Plural des Substantivs verschieden sind, gehört jedes in Singular und Plural vorkommende Substantiv in zwei Klassen, für jeden Numerus eine. Das ist keine Eigenschaft der so beschriebenen Sprachen, hier Swahili, sondern nur eine Eigenschaft dieser Nomenklatur. Die drei Genera und zwei Numeri des Deutschen könnten genauso auch als vier Klassen beschrieben werden: maskuliner, femininer und neutraler Singular, gemeinsamer Plural (siehe Abschnitt Numerus im Artikel Genus). Eine solche Beschreibung ist für das Deutsche und ähnliche Sprachen nicht üblich, wäre aber genauso möglich.
Umgekehrt werden für die Lehre von Swahili und in Wörterbüchern meistens Klassenbezeichnungen verwendet, denen die konkrete Gestalt der Präfixe zugrunde liegt und die die Paarungen von Klassen in Singular und Plural darstellen, indem sie jedem Substantiv eines von relativ wenigen Klassenpaaren zuordnen statt zwei einzelne Klassen; siehe Abschnitt Bezeichnungsweisen für die Klassen. Obwohl dadurch diese Klassenpaare sehr weitgehend den deutschen Genera entsprechen, werden sie nicht Genera, sondern auch Klassen genannt. Wegen der Ähnlichkeit der Funktion der Klassen von Swahili mit den Genera des Deutschen und anderer indogermanischer und semitischer Sprachen werden Klassen und Genera an einigen Stellen dieses Abschnitts miteinander verglichen.

### Wortgestalt, Singular und Plural
Hier geht es um die morphologische Wortgestalt des Substantivs selbst, die auch durch die Klassennummer bezeichnet wird, nicht um die Gestalt der mit ihm kongruierenden anderen Wörter, die erst im Abschnitt Kongruenzen nach Klasse und Person eingehend beschrieben wird.
Die Substantive haben verschiedene semantische Eigenschaften, die zur Folge haben, dass die meisten von ihnen in Singular und Plural auftreten können und manche in nur einem Numerus. Des Weiteren gibt es Substantive, die nur Ortsangaben enthalten können und sich in mehrfacher Weise von anderen Substantiven unterscheiden.

#### Wörter mit Singular und Plural
Substantive, die in Singular und Plural vorkommen, liegen mit ihrem Singular in den Klassen mit den ungeraden Nummern bis 11 und mit dem Plural in denen mit geraden Nummern bis 10. Dabei ist die Klasse des Plurals durch die des Singulars gegeben: im Plural um 1 größer, außer bei 11 mit Plural 10. Einige Wörter aus Klasse 14 haben einen Plural in Klasse 6. 
| Singular | Singular | Folge- kontext | Plural | Plural | Beispiele, Varianten |
| Kl.      | Präfix   | Folge- kontext | Kl.    | Präfix | Beispiele, Varianten |
| -------- | -------- | -------------- | ------ | ------ | --- |
| 1        | m-, mů-  | -C, -ú         | 2      | wa-    | mtu→watu, mbunge→wabunge, mume→waume, mwekezaji→wawekezaji, mnyama→wanyama, Mmasai→Wamasai, mwandishi→waandishi, mwimbaji→waimbaji, muungwana→waungwana, m(u)hariri→wahariri, Mwafrika→Waafrika, mwana→wana, mwenzi→wenzi, mwizi→wezi |
| 1        | mw-, mů- | -V             | 2      | wa-    | mtu→watu, mbunge→wabunge, mume→waume, mwekezaji→wawekezaji, mnyama→wanyama, Mmasai→Wamasai, mwandishi→waandishi, mwimbaji→waimbaji, muungwana→waungwana, m(u)hariri→wahariri, Mwafrika→Waafrika, mwana→wana, mwenzi→wenzi, mwizi→wezi |
| 3        | m-       | -C, -ó, -ú     | 4      | mi-    | mti→miti, mtaa→mitaa, mbuyu→mibuyu, m(u)radi→miradi, moyo→mioyo, mungu→miungu, mu(w)a→miwa, muungano→miungano, m(u)hogo→mihogo, musuli→misuli, mwaka→miaka, mwembe→miembe, mwitu→miitu                                                |
| 3        | mw-, mů- | -C -V          | 4      | mi-    | mti→miti, mtaa→mitaa, mbuyu→mibuyu, m(u)radi→miradi, moyo→mioyo, mungu→miungu, mu(w)a→miwa, muungano→miungano, m(u)hogo→mihogo, musuli→misuli, mwaka→miaka, mwembe→miembe, mwitu→miitu                                                |
| 5        | (ji, j-) | -C, -V         | 6      | ma-    | jicho→macho, jino→meno, jiwe→mawe, jambo→mambo, jiko→meko oder jiko→majiko, jina→majina, jitu→majitu, neno→maneno, embe→maembe, shamba→mashamba, ua→maua, ungo→maungo, jibu→majibu                                                    |
| 7        | ki-      | -C, -V         | 8      | vi-    | kitu→vitu, kiti→viti, kibanda→vibanda, kichwa→vichwa, kiongozi→viongozi, kiazi→viazi, kioo→vioo, kiumbe→viumbe, chama→vyama, cheti→vyeti, chura→vyura, choo→vyoo                                                                      |
| 7        | ch-      | -V             | 8      | vy-    | kitu→vitu, kiti→viti, kibanda→vibanda, kichwa→vichwa, kiongozi→viongozi, kiazi→viazi, kioo→vioo, kiumbe→viumbe, chama→vyama, cheti→vyeti, chura→vyura, choo→vyoo                                                                      |
| 9        | (n-)     |                | 10     | (n-)   | alle unverändert: nchi, ndoo, ndugu, nyati, mbwa, mbegu, mvua, baba, simba, chui, picha, taa, meza, mashua, boma |
| 11       | ú-       | -C, -V         | 10     | nyu-   | ua→nyua, uma→nyuma, uso→nyuso, udevu→ndevu, ugavu→ngavu, ufunguo→funguo, ukuni→kuni, ubawa→mbawa, ulimi→ndimi, wimbo→nyimbo, wakati→nyakati, wavu→nyavu, waya→nyaya                                                                   |
| 11       | ů-       | -C, -V         | 10     | (n-)   | ua→nyua, uma→nyuma, uso→nyuso, udevu→ndevu, ugavu→ngavu, ufunguo→funguo, ukuni→kuni, ubawa→mbawa, ulimi→ndimi, wimbo→nyimbo, wakati→nyakati, wavu→nyavu, waya→nyaya                                                                   |
| 11       | w-       | -V             | 10     | ny-    | ua→nyua, uma→nyuma, uso→nyuso, udevu→ndevu, ugavu→ngavu, ufunguo→funguo, ukuni→kuni, ubawa→mbawa, ulimi→ndimi, wimbo→nyimbo, wakati→nyakati, wavu→nyavu, waya→nyaya                                                                   |
| 14       | u-       | -C -V          | 6      | ma-    | ugonjwa→magonjwa, ugomvi→magomvi, unyoya→manyoya, utumbo→matumbo |

Erläuterungen:
In der Tabelle steht, welche Formen eines Präfixes vor welchen Folgekontexten bei der Pluralbildung wodurch ersetzt werden. Bei den Kontexten stehen -C und -V für alle Konsonanten bzw. Vokale. Ein Akutakzent (wie auf ú) oder Ringakzent (wie auf ů) auf einem Vokal bedeutet dabei, dass diese Variante nur gilt, wenn der Vokal betont bzw. unbetont ist; das wird dann gebraucht, wenn ein Vokal nur dann im Plural wieder auftaucht, wenn er betont ist.
Klasse 1/2 und 3/4: Bei einem unbetonten Präfix mu- gibt es oft im Singular neben der Variante mit mu- eine weitere, in der vor Konsonant m- oder vor Vokal mw- steht, z. B. muradi oder mradi, muungwana oder mwungwana. Im Plural fällt der Unterschied weg.
Klasse 1/2: Bei mwekezaji gehört das -w- zum Wortstamm; solche Wörter sind selten. – Bei einigen Wörtern wird im Plural waa- zu wa- und wae- oder wai- zu we- zusammengezogen, u. a. bei den zahlreichen Wörtern der Gestalt mwana… und mwenye… .
Klasse 5/6: Das Klassenpräfix lautet ji- vor Konsonant oder j- vor Vokal, fehlt aber bei den meisten Wörtern der Klasse 5. Die ersten fünf Beispiele sind die einzigen, bei denen das Präfix im Plural wegfällt, sonst bleibt es nach dem Pluralpräfix ma- erhalten.
Klasse 9/10: Die Pluralbildung ist unabhängig davon, ob ein Wort ein Präfix n- unverändert, verändert oder gar nicht enthält.
Klasse 9/10/11: Hier muss man die Anpassung eines Präfixes n- an den nachfolgenden Kontext beachten. Beim Übergang von Klasse 11 nach 10 führt das oft zum Wegfall des Präfixes.

#### Wörter mit nur einem Numerus
Es gibt Wörter, bei denen es keinen Singular oder keinen Plural gibt, weil sie nicht zählbar sind. Die finden sich in Klasse 14 (Präfix u- wie bei Klasse 11) ohne Plural dazu oder in Klasse 6 ohne Singular dazu. Infinitive, also substantivierte Verben, gehören zu Klasse 15 (Präfix ku-) und haben auch keinen Plural.

#### Lokativklassen
Die Lokativklassen sind drei Nominalklassen für Substantive, die nur Orte oder Situationen bezeichnen. Die Bildung dieser Wörter geschieht durch Anfügung des Suffixes -ni an ein anderes Substantiv, um damit auszudrücken, dass nicht von der Sache an sich, sondern von ihrem Ort die Rede ist. Beispielsweise bedeutet kiti einen Stuhl mit seinem Aussehen und seiner Funktion, kitini aber einen Stuhl als Ort, wo jemand sitzt, wohin sich jemand setzt oder wo ein Gegenstand liegt. Nur das Wort mit der Bedeutung Ort selbst (mahali, regional auch pahali) sowie Wörter für die Himmelsrichtungen sind nicht so gebildet. Anders als in den bisher dargestellten Klassen gibt es kein Präfix, das für die Substantive einer Lokativklasse bis auf Varianten gemeinsam ist. Es gibt aber drei Serien von Präfixen für die mit Substantiven der Lokativklassen kongruierenden Wörter, und erst diese Präfixe lassen erkennen, welche der drei Lokativklassen jeweils gerade vorliegt. Bei der Anfügung des Suffixes -ni bleiben Präfixe erhalten, die zuvor Klasse und Numerus bestimmt haben. Beispiel: shamba (Feld, Plantage) hat den Plural mashamba (Felder); als Ortsbezeichnung gibt es dazu shambani (Feld als Ort) und mashambani (Felder als ein Ort oder als Orte).
Substantive in Lokativklassen werden vor allem wie Ortsadverbien benutzt, etwa kitini (auf dem Stuhl) und mashambani (auf den Feldern); das ist ähnlich wie beim Lokativ als Kasus in anderen Sprachen. Wörter für und Namen von Menschen und Tieren bilden keine Lokative – da muss eine Präposition verwendet werden –, und geografische Namen werden ohne Veränderung auch als Lokative gebraucht. Abstrakta für Situationen können Lokative bilden, und Lokative können auch abstrakt sein, z. B. kazini (bei der Arbeit) von kazi (Arbeit), safarini (auf der Reise) von safari (Reise), nyumbani (zu Hause) von nyumba (Haus), mashambani (auf dem Land) von mashamba (Felder).
Die drei Lokativklassen werden so verwendet, wie es den folgenden Fragen entspricht:
- Klasse 16 mit Präfix pa-: wo genau?
- Klasse 17 mit Präfix ku-: wo ungefähr? woherum? wohin? woher?
- Klasse 18 mit Präfix m-/mu-: worin? wohinein?

Ein Beispiel:

- Frage: Kitabu kiko wapi? (Wo ist das Buch? wörtlich: Buch es-ist-irgendwo wo?)
- Antwort Kl. 16: Kipo mkobani pangu. (Es ist an/auf/bei meiner Tasche. wörtlich: Es-ist-dort Ort-der-Tasche an-meinem.)
- Antwort Kl. 17: Kiko mkobani kwangu. (Es ist um meine Tasche herum. wörtlich: Es-ist-irgendwo Ort-der-Tasche um-meinen-herum.)
- Antwort Kl. 18: Kimo mkobani mwangu. (Es ist in meiner Tasche. wörtlich: Es-ist-drin Ort-der-Tasche in-meinem.)
- Antwort Kl. 3: Kimo katika mkoba wangu. (Es ist in meiner Tasche. wörtlich: Es-ist-drin in Tasche meiner.)

Das Verb besteht jeweils aus dem Klassenpräfix ki- von kitabu (Buch) und dem Pronominalsuffix (siehe Tabelle K, Nr. 12) -po, -ko oder -mo der verwendeten Lokativklasse. Das Wort mkobani (Tasche als Ort) sieht in Klasse 16, 17 und 18 gleich aus, das folgende Possessivpronomen trägt aber das entsprechende Klassenpräfix. Die letzte Antwort verzichtet bei der Tasche, nicht aber beim Verb, auf die Anwendung der Lokativklasse; entsprechend richtet sich das Klassenpräfix des Possesivpronomens nach der ursprünglichen Klasse 3 von mkoba.

### Kongruenzen nach Klasse und Person
In den folgenden beiden Tabellen ist zusammengestellt, welche anderen Wörter mit Substantiven verschiedener Klassen kongruieren. Wie in vielen anderen Sprachen, auch im Deutschen, sind diese Kongruenzen von mehr als nur einer grammatischen Kategorie abhängig, nämlich neben Klasse bzw. Genus auch von grammatischer Person, Numerus und Belebtheit.
Die Belebtheit hat dabei in Swahili eine große Auswirkung. Bei belebten Substantiven spielen deren (morphologische) Klassen gar keine Rolle bei den Kongruenzen mit anderen Wörtern: die richten sich allein an der Belebtheit und am Numerus aus. Wie auch in anderen Sprachen kommen die erste und zweite Person kaum je für Unbelebtes vor; in Swahili werden dementsprechend grammatische Personen überhaupt nur für Belebtes unterschieden. Es gibt daher nur folgende Möglichkeiten für Kongruenzen:
- Mit Unbelebtem können andere Wörter nur nach der Klasse kongruieren, weil es für sie keine Unterscheidung von Personen gibt.
- Je nach Kontext können andere Wörter mit Belebtem entweder ungeachtet der Person nach dem nur vom Numerus abhängigen Schema links in Tabelle K (Nr. 7, 9, 12, 13) oder nach der Person kongruieren.
- Subjekt- und Objektpräfix am Verb vereinen beides: sie kongruieren mit Unbelebtem nach der Klasse und mit Belebtem nach der Person.

Ein wichtiger Unterschied zum Deutschen ist, dass sich bei einem unbelebten Subjekt die Verbform nach dessen Klasse richtet, wohingegen im Deutschen das Genus des Subjekts nie Auswirkungen auf die Verbform hat.
| 1  | Belebtheit       | Belebtheit       | belebt (Mensch, Tier, personales Wesen) | belebt (Mensch, Tier, personales Wesen) | belebt (Mensch, Tier, personales Wesen) | belebt (Mensch, Tier, personales Wesen) | belebt (Mensch, Tier, personales Wesen) | belebt (Mensch, Tier, personales Wesen) | unbelebt (alles andere) |
| 3  | Numerus          | Numerus          | Singular                                | Singular                                | Singular                                | Plural                                  | Plural                                  | Plural                                  | verschieden             |
| 4  | Person           | Person           | 1.                                      | 2.                                      | 3.                                      | 1.                                      | 2.                                      | 3.                                      | 3.                      |
| 8  | Verbpräfix       | Subjekt          | ni-                                     | u-                                      | a-                                      | tu-                                     | m-                                      | wa-                                     | → Tab. K, Nr. 8         |
| 8  | Verbpräfix       | Objekt           | ni-                                     | ku-                                     | m-                                      | tu-                                     | wa-                                     | wa-                                     | → Tab. K, Nr. 8         |
| 8  | Verbpräfix       | vor a-           | n-                                      | w-                                      | ∅-                                      | tw-                                     | mw-                                     | w-                                      | → Tab. K, Nr. 9         |
| 10 | Possessor        | Possessor        | -angu                                   | -ako                                    | -ake                                    | -etu                                    | -enu                                    | -ao                                     | -ake                    |
| 11 | Personalpronomen | Personalpronomen | mimi                                    | wewe                                    | yeye                                    | sisi                                    | ninyi                                   | wao                                     | fehlt                   |
| 12 | Pronominalsuffix | Pronominalsuffix | -mi                                     | -we                                     | -ye                                     | -si                                     | -nyi                                    | -o                                      | → Tab. K, Nr. 12        |

| 1  | Belebtheit            | Belebtheit            | belebt          | belebt             | belebt             | belebt          | unbelebt | unbelebt | unbelebt | unbelebt | unbelebt | unbelebt | unbelebt | unbelebt | unbelebt | unbelebt | Inf.    | Lokativ     | Lokativ     | Lokativ     |
| 2  | Klassenpaar           | Klassenpaar           | m/wa und andere | m/wa und andere    | m/wa und andere    | m/wa und andere | m/mi     | m/mi     | ma       | ma       | ki/vi    | ki/vi    | n        | n        | u        | u        | ku      | pa/ku/mu    | pa/ku/mu    | pa/ku/mu    |
| 3  | Numerus               | Numerus               | Singular        | Singular           | Plural             | Plural          | Sg→Pl    | Sg→Pl    | Sg→Pl    | Sg→Pl    | Sg→Pl    | Sg→Pl    | Sg→Pl←Sg | Sg→Pl←Sg | Sg→Pl←Sg | (Sg)     | (Sg)    | verschieden | verschieden | verschieden |
| 5  | Klasse                | Klasse                | 1               | 3–9                | 4–10               | 2               | 3        | 4        | 5        | 6        | 7        | 8        | 9        | 10       | 11       | 14       | 15      | 17          | 16          | 18          |
| 6  | Substantivaffix       | Substantivaffix       | m-              | wie bei „unbelebt“ | wie bei „unbelebt“ | wa-             | m-       | mi-      | (j-)     | ma-      | ki- ch-  | vi- vy-  | (n-)     | (n-)     | u- w-    | u- w-    | ku-     | -ni         | -ni         | -ni         |
| 7  | Adjektivpräfix        | Adjektivpräfix        | m-              | m-                 | wa-                | wa-             | m-       | mi-      | (j-)     | ma-      | ki- ch-  | vi- vy-  | (n-)     | (n-)     | m-       | m-       | ku-/kw- | ku-/kw-     | pa-         | m-          |
| 8  | Verbpräfix            | Verbpräfix            | → Tab. P, Nr. 8 | → Tab. P, Nr. 8    | → Tab. P, Nr. 8    | → Tab. P, Nr. 8 | u-       | i-       | li-      | ya-      | ki-      | vi-      | i-       | zi-      | u-       | u-       | ku-     | ku-         | pa-         | m-          |
| 9  | Verbpräfix ohne Vokal | Verbpräfix ohne Vokal | w-              | w-                 | w-                 | w-              | w-       | y-       | l-       | y-       | ch-      | vy-      | y-       | z-       | w-       | w-       | kw-     | kw-         | p-          | m-          |
| 12 | Relativsuffix         | Relativsuffix         | -ye             | -ye                | -o                 | -o              | -o       | -yo      | -lo      | -yo      | -cho     | -vyo     | -yo      | -zo      | -o       | -o       | -ko     | -ko         | -po         | -mo         |
| 13 | Demonstrativpronomen  | Demonstrativpronomen  | huyu            | huyu               | hawa               | hawa            | huu      | hii      | hili     | haya     | hiki     | hivi     | hii      | hizi     | huu      | huu      | huku    | huku        | hapa        | humu        |

Die Tabellen decken alle wichtigen Vorkommen von Kongruenzen ab, auch wenn sie natürlich nicht alle denkbaren Kombinationen von Varianten enthalten können. Zum Vergleich der Formen steht die Morphologie des Substantivs selbst auch mit in der Tabelle (als Nr. 6), obwohl sie keine Kongruenz anderer Wörter ist. Die Erläuterungen sind knapp gehalten, dafür die Beispiele reichlich – die sind also Teil der Erläuterungen und nicht Zusatz. Die Substantive in den Beispielen sind jeweils links oben mit der Klassennummer versehen. Sie sind alle auch Beispiele zu Nr. 6, wo man ihre Übersetzung nachschlagen kann. Die Bedeutung der übrigen Wörter in den Beispielen ergibt sich aus der Übersetzung der ganzen Phrase und daraus, welche Kongruenzen im jeweiligen Abschnitt erläutert werden.
An der Grenze zwischen dem Substantiv- oder Adjektivpräfix und dem Anfang des Wortstamms gibt es vielfach phonologische Anpassungen, und zwar
- bei einem Präfix m- vor Vokal und immer bei einem Präfix n- wie im Abschnitt Phonologie beschrieben, sowie
- bei einem Präfix mit Vokal am Ende, wenn am Anfang des Wortstamms auch ein Vokal steht. Dann werden oft die beiden Vokale zu einem zusammengezogen, besonders bei Adjektiven; ob und wie das geschieht, ist nicht bei allen Wörtern gleich.

Diese Anpassungen werden in den Beispielen unten angewandt, ohne dass die Regeln dafür detailliert angegeben werden, z. B. in Nr. 7 die Wortform mengine statt *maingine.
Nr. 1: Belebtheit
Belebt sind Menschen und Tiere, Götter und Geister, aber keine Pflanzen. Alles andere ist unbelebt. In Tabelle K ist genug Platz, Infinitiv (Kl. 15), also substantivierte Verben, und Lokativ (Kl. 16–18) getrennt auszuweisen; das gehört beides aber zu Unbelebtem.
Nr. 2: Klassenpaar
Die Singular/Plural-Paare von Klassenpräfixen werden auch zur Bezeichnung von Klassen verwendet; siehe Tabelle der Bezeichnungsweisen, Spalte B.
Nr. 5: Klasse
Die Klassennummer der wissenschaftlichen Nomenklatur; sie bezeichnet die Form des Wortes getrennt nach Singular und Plural, aber nicht immer die genauen Konkordanzen anderer Wörter in Abhängigkeit von der Belebtheit. Damit die Zuordnung zum Numerus stimmt, sind mit „3–9“ nur ungerade und mit „4–10“ nur gerade Zahlen gemeint; Klassen mit höheren Nummern enthalten nichts Belebtes.
Nr. 6: Substantivpräfix
Das Substantivpräfix richtet sich nach der Klasse ungeachtet der Belebtheit, auch bei der Pluralbildung, die in Swahili die einzige Beugung des Substantivs ist. Wörter der Klassen 5 und 9 haben oft kein Präfix. Bei der Pluralbildung in Klasse 9 bleibt das Wort stets unverändert, gehört aber dann zu Klasse 10. Beispiele: ¹mtoto (Kind), ²watoto (Kinder), ³msingi (Grundlage), ⁴misingi (Grundlagen), ⁵jiwe (Stein), ⁶mawe (Steine), ⁵lori (Lkw), ⁶malori (Lkws), ⁵dereva (Fahrer), ⁶madereva (Fahrer, pl.), ⁷kisu (Messer), ⁸visu (Messer, pl.), ⁷kiboko (Nilpferd), ⁸viboko (Nilpferde), ⁹nguvu (Kraft), ⁹nyumba (Haus), ¹⁰nyumba (Häuser), ⁹shule (Schule), ⁹mama (Mutter, Frau), ⁹baba (Vater), ⁹ndugu (Bruder), ¹⁰ndugu (Geschwister, pl.), ⁹tarehe (Datum), ¹¹wimbo (Lied), ¹⁰nyimbo (Lieder), ¹⁵kuzaliwa (das Geborenwerden), ⁹meza (Tisch), ¹⁷mezani (Tisch als Ort). – lori und dereva sind englische Lehnwörter, tarehe ein arabisches, shule ein deutsches und meza ein ursprünglich portugiesisches.
Nr. 7: Adjektivpräfix
Das Adjektivpräfix steht am Anfang von Adjektiven, der Zahlen 1–5 und 8, der Wörter -ingi (viele), -ingine (andere), -ngapi? (wie viele?), sowie für Belebtes auch der Wörter -enye (habend) und -enyewe (selbst). Das Adjektivpräfix richtet sich nach der Belebtheit und wird daher bei belebten Substantiven – außer in Klasse 1 und 2 – vom Substantivpräfix abweichen, dem es sonst ähnlich ist. Arabischstämmige Adjektive und Zahlen (links unten mit „ₐᵣ“ bezeichnet) bleiben unverändert, also ohne Präfix. Beispiele: ¹mtoto mdogo (kleines Kind), ¹mtoto mmoja (ein Kind), ²watoto watatu (drei Kinder), ²watoto wadogo ₐᵣsaba (sieben kleine Kinder), ²watoto wangapi? (wie viele Kinder?), ⁶mawe mengine matatu (drei andere Steine), ⁷kisu ₐᵣsafi (sauberes Messer), ⁸visu vikubwa vitatu (drei große Messer), ⁸viboko wakubwa watatu (drei große Nilpferde), ¹⁰nyumba nyingi (viele Häuser), ¹¹wimbo mzuri (schönes Lied), ¹⁰nyimbo nzuri (schöne Lieder), ²watoto wenye ⁹nguvu (starke Kinder), ⁹baba mwenyewe (der Vater selbst).
Nr. 8: Verbpräfix
Das Verbpräfix steht vor allem als Subjektpräfix (immer) oder als Objektpräfix (bei definiten Objekten) am Anfang von Verbformen. Nur bei belebten Subjekten und Objekten sind die Formen im Subjekt- und Objektfall zum Teil unterschiedlich. Für die Bedeutungen sein und haben gibt es auch stark verkürzte Verbformen – im Extremfall die Subjektsilbe allein, die in solchen Formen meistens yu- statt a- lautet. Außerdem ist das Verbpräfix Vorsilbe von -pi? (welche-?) sowie -ngali (bin/bist/… noch). Beispiele für unverkürzte Verbformen sind mit bei Nr. 12 unten zu finden. Sonstige Beispiele: ¹⁰nyumba zipi? (welche Häuser?), ¹baba yu mgonjwa (Vater ist krank), ¹baba angali mgonjwa (Vater ist noch krank).
Nr. 9: Verbpräfix ohne Vokal
Ein dem Verbpräfix ähnliches Präfix ohne Vokal wird in vielen Fällen verwendet, in denen es nicht um Substantive, Adjektive oder Verben geht und ein Vokal am Anfang des restlichen Wortes steht, nämlich -ote (alle), -a (von) oder der Possessor in Possessivpronomen (Nr. 10). Außerdem werden diese Präfixe bei unbelebten Substantiven für die Wortenden -enye (habend) und -enyewe (selbst) sowie -o zur Bildung der Formen von Nr. 12 in Tabelle K verwendet. Vor -o und -ote fällt ein -w- im Wortinneren meistens weg. In Possessivpronomen werden abweichend von der sonst allgemeingültigen Regel die Präfixe y- und z- der Klassen 9 und 10 auch für Belebtes dieser beiden Klassen verwendet, und zwar für Tiere nur im Plural und für Menschen in beiden Numeri; in allen anderen Kontexten und Klassen ist dieses Präfix w- für alles Belebte. Beispiele: ²watoto wenu (eure Kinder), ¹⁰nyumba za ⁹baba yetu (Häuser unseres Vaters), ⁵dereva wa ⁵lori (Lkw-Fahrer), ⁵jiwe la ³msingi (Grundstein), ⁹shule ya ³msingi (Grundschule), ⁹tarehe yangu ya ¹⁵kuzaliwa (mein Geburtsdatum) oder ⁹tarehe ya ¹⁵kuzaliwa kwangu (wörtlich: Datum meiner Geburt), ¹⁰tarehe za ¹⁵kuzaliwa kwa ¹⁰ndugu zangu (die Geburtsdaten meiner Geschwister), ¹⁰nyimbo zetu nzuri zote (alle unsere schönen Lieder).
Nr. 10: Possessor
Das Possessivpronomen ist in Swahili nach derselben Logik aufgebaut wie im Deutschen: seine Wortwurzel bezeichnet die Person des „Possessors“ (Besitzers), und ein Affix – im Deutschen die Endung, in Swahili das Präfix – das Genus bzw. die Klasse des „Possessums“ (Besitzes). – In beiden Sprachen ist es so, dass die Angabe des Possessors das Possessum näher spezifiziert; das muss kein Besitzverhältnis sein. Beispiele dafür siehe unter Nr. 9. Außerdem stehen diese Wortwurzeln auch als Enden der Präposition kwa (für, bei, mittels). Beispiele dafür: kwako (bei dir, für dich), kwake (bei ihm/ihr, für ihn/sie, damit, dafür).
Nr. 11: Personalpronomen
Personalpronomen werden selten gebraucht, da ihre Funktion oft schon durch Subjekt- und Objektpräfixe der Verben (Nr. 9) oder durch Pronominalsuffixe (Nr. 12) wahrgenommen wird. Es gibt sie nur für Belebtes. Anwendungen sind die Betonung einer bestimmten Person sowie Disambiguierung, wenn eine Wortform nicht eindeutig ist, z. B. wapenda (du liebst oder sie lieben).
Nr. 12: Relativsuffix und Pronominalsuffix
Relativ- und Pronominalsuffix sind oft gleich, haben aber verschiedene Funktionen. Für unbelebte Substantive sind sie gleich, werden gebildet wie oben in Nr. 9 beschrieben und finden sich in Tabelle K als Nr. 12. Für belebte Substantive hängt die Form der Pronominalsuffixe von der grammatischen Person ab: es sind jeweils die zweiten Silben der Personalpronomen (siehe Tabelle P); die der 3. Person, also -ye im Singular und -o im Plural, sind gleichzeitig die Relativsuffixe ungeachtet der Person (siehe Tabelle K).
Das Relativsuffix wird an den vorderen Teil einer Verbform nach der Zeitsilbe (siehe Abschnitt Verbmorphologie) oder ans Wortende angefügt, um wie ein Relativpronomen auf jemanden oder etwas Bezug zu nehmen. Außerdem kann man es an amba- anhängen und so ein nicht zur Verbform gehörendes Relativpronomen erhalten. Beispiele für Verbformen ohne und mit Relativsuffix (Objekt- und Relativaffixe sind hier unterstrichen): ¹mtoto anaimba (ein/das Kind singt), ¹mtoto anayeimba (Kind, das singt; singendes Kind), ²watoto wanaoimba (singende Kinder), ¹mama ambaye ²watoto wake walilia (die Frau, deren Kinder weinten; wörtlich: die Frau, die – ihre Kinder weinten), alichukua ⁵jiwe (er/sie nahm einen Stein), alilichukua (er/sie nahm ihn [d. h. den Stein]), alilichukua ⁵jiwe (er/sie nahm den Stein), Ni nani aliyelichukua ⁵jiwe nililoliweka ¹⁷mezani? (Wer hat den Stein genommen, den ich auf den Tisch gelegt habe? wörtlich: Es ist wer, der …), Ni ⁵dereva aitwaye ¹Yakobo. (Es ist der Fahrer, der Yakobo heißt. wörtlich: … der Yakobo gerufen wird).
Das Pronominalsuffix hat die Funktion eines Personalpronomens, das an einen vorangehenden Wortteil angehängt wird, nämlich an na- (mit, und), ndi- (betont exklusives „bin/bist/…/sind es“) oder si- (die Verneinung davon). Wenn die Kopula, also das Wort für deutsch sein, die Ortsbedeutung sich befinden hat, bekommt sie das Pronominalsuffix einer Lokativklasse ans Ende; Beispiele dafür siehe Abschnitt Lokativklassen. Andere Beispiele: nasi (und wir, mit uns), wewe ndiwe ¹baba yangu (du [und nicht etwa jemand anderes] bist mein Vater) im Gegensatz zu wewe ni ¹baba yangu (du bist mein Vater), siyo oder sivyo (nein; wörtlich: das ist es nicht bzw. so ist es nicht).
Nr. 13: Demonstrativpronomen
Demonstrativpronomen können wie im Deutschen Substantive begleiten oder ersetzen. Sie werden aus dem Verbpräfix (Nr. 8) und dem Relativsuffix (Nr. 12) gebildet: „diese“ beginnt mit h-, endet mit dem Verbpräfix und hat zwei gleiche Vokale – diese Formen stehen in Zeile 13; „eben/genau diese“ hat stattdessen das Relativsuffix als zweite Silbe; „jene“ beginnt mit dem Verbpräfix und endet mit -le. z. B. in Klasse 10 hizi/hizo/zile. In Klasse 1 lauten sie huyu/huyo/yule. Beispiele: ¹mtoto huyu (dieses Kind), ⁶mawe yale (jene Steine); ⁷Kiboko huyo ni yule tuliyemwona jana. (Das Nilpferd hier ist dasjenige, das wir gestern gesehen haben.)

### Klasse und Bedeutung
In den Nominalklassen sammeln sich nicht nur Substantive gleicher Bauart und mit gleichen Kongruenzen anderer Wörter, wie in den vorangegangenen Abschnitten beschrieben, sondern auch Substantive aus gleichen inhaltlichen Kategorien. Es gibt aber viele Gründe, dass Substantive zu anderen Klassen gehören, als es diesen Kategorien entspricht, so dass diese Einteilung zwar einen eindeutigen Trend widerspiegelt, in welche Klasse ein Substantiv gehört, es aber auch zahlreiche Ausnahmen davon gibt. Insbesondere Fremdwörter finden sich oft in Klassen, in die sie eher nach ihrem Aussehen als nach ihrer Bedeutung passen.
Wörter, die im Singular mit m- (1.) und im Plural mit wa- (2.) beginnen, bezeichnen Personen, z. B. mtoto „Kind“, watoto „Kinder“. Eine Klasse mit m- (3.) im Singular und mi- (4.) im Plural wird hauptsächlich für Pflanzen verwendet, vgl. mti „Baum“ und miti „Bäume“. Infinitive beginnen mit dem Klassenpräfix ku- (15.), z. B. kusoma „(das) Lesen“. Bei allen anderen Klassen lassen sich nur schwer inhaltliche Bezüge herstellen. Die ki-/vi--Klasse (7./8.) enthält hauptsächlich Werkzeuge und Artefakte, wird aber auch für Fremd- und Lehnwörter benutzt, bei denen das ki- ursprünglich zum Stamm gehörte: kitabu/vitabu „Buch“/„Bücher“ (aus arabisch kitāb „Buch“). In diese Klasse gehören außerdem Sprachen (wie der Name der Sprache selbst: Kiswahili) und Diminutive (Verkleinerungsformen). Wörter mit dem Klassenpräfix u- (14., Plural nach der 6. Klasse – oder ohne Plural) bezeichnen oft Abstrakta, z. B. utoto „Kindheit“.
Die 9. Klasse beginnt mit n- (mit Anpassung an den folgenden Laut) und ist im Plural (10.) unverändert. Sie enthält die meisten Tiernamen und viele Fremdwörter ohne Klassenpräfix. Eine weitere Klasse (5.) hat ji- oder nichts (ø-) als Präfix im Singular; ihr Plural wird mit ma- (6.) gebildet. Diese Klasse wird häufig für Augmentative benutzt, außerdem enthält sie Pflanzenteile und Früchte.
Aus ein und derselben Wurzel können durch Verwendung unterschiedlicher Klassenpräfixe Ableitungen gebildet werden: menschlich (1./2.) mtoto (watoto) „Kind(er)“; abstrakt (14.) utoto „Kindheit“; Verkleinerung (7./8.) kitoto (vitoto) „Kleinkind(er)“.
Ebenfalls möglich: Pflanzen (3./4.) mti (miti) „Baum/Bäume“; Werkzeuge (7./8.) kiti (viti) „Stuhl/Stühle“; Vergrößerung (5./6.) jiti (majiti) „großer Baum“; Verkleinerung (7./8.) kijiti (vijiti) oder (11./10.) ujiti (njiti) „Stock/Stöcke, Hölzchen“.

### Bezeichnungsweisen für die Klassen
Für die Lehre von Swahili sind Klassennummern weniger geeignet als andere Klassenbezeichnungen, die den einzelnen Wörtern Paare von Klassen anstelle von zwei einzelnen Nummern zuweisen und die auch die konkrete Form der Präfixe enthalten. Hier werden vier solche Bezeichnungsweisen verglichen: 
| A     | B     | C  | D     |
| ----- | ----- | -- | ----- |
| 1/2   | m/wa  | 1. | A–WA  |
| 3/4   | m/mi  | 2. | U–I   |
| 7/8   | ki/vi | 3. | KI–VI |
| 5/6   | ma    | 4. | LI–YA |
| 6     | ma    | 4. | YA–YA |
| 9/10  | n     | 5. | I–ZI  |
| 11/10 | u     | 6. | U–ZI  |
| 14/6  | u     | 6. | U–YA  |
| 14    | u     | 6. | U–U   |
| 15    | ku    | 7. | KU–KU |
| 17    | ku    | 8. | KU–KU |
| 16    | pa    | 8. | PA–PA |
| 18    | mu    | 8. | MU–MU |

A: Paare von Klassennummern
Die Klassennummern, wie sie in diesem Artikel und generell in der linguistischen Literatur verwendet werden, bezeichnen jeweils einen Satz von Präfixen entsprechend einer Tabellenspalte in Tabelle K oben. Der Einteilung in Klassen liegt das Substantivpräfix der Wörter zugrunde. Die regelmäßig auftretenden Paarungen von Klassennummern für Singular/Plural (oder einzelne Klassennummern für Wörter mit nur einem Numerus) bilden die Zeilen der nebenstehenden Tabelle.
B: Paare von Klassenpräfixen
In deutschen und englischen Swahili-Sprachlehrbüchern (im Gegensatz zu linguistischen Aufsätzen über die Sprache) werden für die Namen der Klassen die Klassenpräfixe in Singular und Plural benutzt. Um die Anzahl der Klassen klein zu halten, werden ähnliche Klassen zusammengelegt; beispielsweise gibt es nur eine u-Klasse mit zwei unterschiedlichen Pluralbildungen.
C: Nummerierung der Präfixpaare
Vor allem in deutschen Sprachlehrbüchern wird auch eine Nummerierung der Klassen (im Sinn von Spalte B) verwendet, oft neben den Klassenbezeichnungen, z. B. „3. Klasse“ gleichbedeutend mit „ki/vi-Klasse“. Die Zuordnungen von Nummern sind nicht einheitlich; die Vergleichstabelle enthält eine häufig verwendete Nummerierung.
D: Paare der Verbpräfixe der 3. Person
In Grammatikerklärungen für Swahili-Muttersprachler  wird ein weiteres Bezeichnungsschema verwendet, nämlich ähnlich wie in Spalte B, aber mit den Verbpräfixen anstelle der Substantivpräfixe. Damit hat man alle Kongruenzen für Belebtes wie für Unbelebtes erfasst, denn die sind durchgängig 1:1 mit den Verbpräfixen korreliert. Die Einteilung in Klassen (oder zur Unterscheidung mit dem Swahili-Wort Ngeli bezeichnet) folgt also nicht wie in Spalte A bis C der Morphologie des Substantivs selbst, sondern – genau wie die Genuseinteilung in anderen Sprachen – den Kongruenzen anderer Wörter. Alles Belebte ist in Ngeli A–WA unabhängig davon, welches Präfix das Wort und sein Plural haben. Das ist konzeptuell einfacher als die drei anderen Bezeichnungsweisen, sagt aber für ein einzelnes belebtes Substantiv nichts darüber aus, wie sein Plural gebildet wird.
In Wörterbüchern wird meistens das Wort in Singular und Plural (abgekürzt) angegeben. Das reicht aus, um die Klassen zu bestimmen. Gibt es nur einen Numerus, wird eine zusätzliche Erläuterung gebraucht. Beispiele:
- mafuta (Pl) Fett, Öl
- makala (–) Abhandlung
- mazingira (Pl) Umwelt
- mbuyu (mi-) Affenbrotbaum
- mbwa (–) Hund
- mdudu (wa-) Insekt
- mji (mi-) Stadt
- mjusi (mi-) Eidechse
- msozi (–) Kolibri
- mviringo (mi-) Kreis
- mvivu (wa-) Faulpelz
- mvua (–) Regen

Zusätzlich sollte angegeben sein, ob das Wort etwas im Sinne der Grammatik Belebtes bezeichnet, wenn das nicht offensichtlich ist (z. B. tote Menschen oder Tiere, Geist, Seele, Geschöpf).

## Verbmorphologie
Die Verbkonstruktion weist im Swahili einen agglutinierenden Sprachbau auf. Verben im Swahili bestehen aus einer Wurzel und einer Reihe von Affixen. Die Endung des Verbs wird zur Bezeichnung der Genera verbi verändert, während Tempus oder Modus, die Person und die Nominalklasse des Subjekts und manchmal auch des Objekts, Verneinung und Relativpronomen als Präfixe vor das Verb gesetzt werden. Da sich diese Präfixe – bis zu vier an einem Verb – auch zwischen der Wurzel und anderen Präfixen befinden, ist manchmal irrtümlich angenommen worden, Swahili besitze Infixe.
Die wichtigsten Genera Verbi sind Indikativ/Aktiv (unmarkiert, Bantu-Endung -a), Passiv (Endung -wa), Applikativ (Endung -ia oder -ea), Zustandspassiv (Endung -ika oder -eka), Kausativ (Endung -sha oder -za) sowie eine Reziprokform (Endung -ana); häufen sich dabei die Vokale, wird ein -l- eingefügt. Beispiel: chukua ([etwas] tragen), chukuliwa (getragen werden), chukulia (jemandem [etwas] tragen), chukuza (jemanden etwas tragen lassen), chukuana (einander unterstützen). Diese Endungen können auch kombiniert werden, z. B. chukuliana (einander [etwas] tragen), die Reziprokbildung zum Applikativ.
Es gibt reine Tempora wie im Deutschen (Vergangenheiten, Gegenwartsformen, Zukunft) und Tempora in Abhängigkeit vom Kontext (Gleichzeitigkeit, Abfolge), außerdem Formen für nicht realisierte Möglichkeiten ähnlich dem deutschen Konjunktiv sowie einen Optativ. Alle diese Tempora und Modi werden jeweils durch ein Präfix markiert, das zwischen die anderen Präfixe gesetzt wird, und zwar hinter Subjekt- oder Verneinungspräfix und vor Relativpronomen und Objekt soweit vorhanden, sonst vor die Wurzel.
In den meisten Wörterbüchern zum Swahili wird nur die Verbwurzel aufgeführt (bspw. -kata mit der Bedeutung „schneiden“). Im einfachen Satz werden Präfixe für Person/Klasse und das Tempus angehängt (ninakata). ni- steht für die 1. Person Singular („ich“), und -na- markiert das Tempus Bestimmte Zeitform – im Allgemeinen mit Präsens im progressiven Aspekt zu übersetzen.
| ninakata „Ich schneide (es) (gerade).“ |                        |
| Swahili:                               | ni-na-kata             |
| Wörtlich:                              | 1.P.Sg.-PROG-schneiden |

Dieser Satz kann nun durch Austausch der Präfixe verändert werden (a- für die 3. Person Singular der Klasse 1 („er/sie“); u- für die Klasse 3 („es“, wenn es um etwas der Klasse 3 geht, z. B. mkate Brot)):
| anakata „Er/sie schneidet (es) (gerade).“ |                        |
| Swahili:                                  | a-na-kata              |
| Wörtlich:                                 | 3.P.Sg.-PROG-schneiden |

| unakatwa „Es wird (gerade) geschnitten.“ |                            |
| Swahili:                                 | u-na-kat-wa                |
| Wörtlich:                                | Kl.3-PROG-schneiden-PASSIV |

| amekata „Er/sie hat (es) geschnitten.“ |                           |
| Swahili:                               | a-me-kata                 |
| Wörtlich:                              | 3.P.Sg.-PERFEKT-schneiden |

Als weiteres Tempus gibt es eine Präsensform, die nicht mit dem genannten zu verwechseln ist: Nasoma ist im Standard-Swahili keine Verkürzung von ninasoma („Ich lese gerade“), es enthält stattdessen eine Zeitform, die mit dem Präfix –a- gebildet wird. Nasoma (assimiliert aus *Ni-a-soma) bedeutet in etwa „Ich lese (für gewöhnlich)“/„Ich kann lesen“. Dieses Tempus wird auch als Unbestimmte Zeitform oder gnomisches Präsens bezeichnet; es ist eigentlich die allgemein bejahende Zeitform.
| nasoma „Ich lese.“ |                    |
| Swahili:           | na-soma            |
| Wörtlich:          | 1.P.Sg.:GNOM-lesen |

| mwasoma „Ihr lest.“ |                    |
| Swahili:            | mwa-soma           |
| Wörtlich:           | 2.P.Pl.:GNOM-lesen |

Die Liste aller Subjekt-Präfixe für die m-/wa--Klasse (1./2. – „Menschen“):
| Person | Singular | Plural |
| 1.     | ni-      | tu-    |
| 2.     | u-       | m-     |
| 3.     | a-       | wa-    |

Die gebräuchlichsten Tempus- und Modus-Präfixe sind:
| -a-     | Gnomisches Präsens (unbestimmte Zeitform) | tut ständig                               |
| -na-    | Progressiv (bestimmte Zeitform)           | tut jetzt gerade                          |
| -me-    | Perfekt                                   | hat getan (Ergebnis jetzt relevant)       |
| -li-    | Präteritum                                | tat                                       |
| -ta-    | Futur                                     | wird tun                                  |
| -ka-    | Konsekutiv                                | tat/tut anschließend (oder als Folge)     |
| -ki-    | Gleichzeitigkeit                          | tat/tut gleichzeitig (oder als Bedingung) |
| -nge-   | Konjunktiv                                | täte                                      |
| -ngali- | Konjunktiv Präteritum                     | hätte getan                               |
| --…-e   | Optativ                                   | möge/sollte tun                           |

Zwei Tempora bzw. Modi haben kein Tempus/Modus-Präfix, sondern ändern den Schlussvokal -a ab. Genau genommen handelt es sich bei dem Wörterbucheintrag -soma „lesen“ also nicht um die reine Wurzel, sondern um die Wurzel mit der Endung -a. -a steht für den Indikativ. Einen anderen Schlussvokal haben die allgemeine Verneinung mit der Endung -i und der Optativ mit der Endung -e (Beispiele unter Optativ in Swahili).
Die Präfixe -ki-, -nge- und -ngali- werden auch als Konditionalformen verwendet. Sie übernehmen dann die Rolle, die im Deutschen die Konjunktion „wenn“ hat:
| nikinunua nyama ya mbuzi sokoni, nitapika leo. „Wenn ich auf dem Markt Ziegenfleisch kaufe, werde ich heute kochen.“ |                   |           |       |         |           |                 |       |
| Swahili: | ni-ki-nunua       | nyama     | ya    | mbuzi   | soko-ni,  | ni-ta-pika      | leo   |
| Wörtlich: | 1.Sg.-KOND-kaufen | 9-Fleisch | 9-von | 9-Ziege | Markt-LOK | 1.Sg-FUT-kochen | heute |

Analog: ningenunua (wenn ich kaufen würde) und ningalinunua (wenn ich gekauft hätte).
Mit dem Objekt-Präfix kann ein drittes Affix an die Wurzel treten. Es steht direkt vor der Wurzel und muss gesetzt werden, wenn das Objekt definit (bestimmt) ist und kann Objektpronomen ersetzen.
| anamwona „Er/Sie sieht ihn/sie (gerade).“ |                           |
| Swahili:                                  | a-na-mw-ona               |
| Wörtlich:                                 | 3.Sg.-PROG-3.Sg.OBJ-sehen |

| ninamwona mtoto „Ich sehe das Kind.“ |                           |        |
| Swahili:                             | ni-na-mw-ona              | m-toto |
| Wörtlich:                            | 1.Sg.-PROG-3.Sg.OBJ-sehen | 1-Kind |

Mit weiteren Präfixen kann man Relativpronomen hinzufügen, die sich auf Subjekt, Objekt, Zeit, Ort oder Art und Weise der Handlung beziehen. Auch die Verneinung ist ein weiteres Präfix, und zwar ha- vor der Subjektsilbe oder si- nach ihr, je nach dem Tempus-/Modus-Präfix, das bei Verneinung auch wegfallen oder sich ändern kann.

## Dialekte
In dem ausgedehnten Sprachgebiet des Swahili zwischen Somalia, Mosambik und den Inseln des Indischen Ozeans entwickelte sich eine Vielzahl von Dialekten. Seit dem Ende des Ersten Weltkriegs war erstmals fast der größte Teil des Gebietes der Swahilikultur politisch durch die britische Herrschaft vereint. In den 1920er Jahren trieb die Kolonialverwaltung eine Vereinheitlichung des Swahili voran. Seit 1928 galt der in Sansibar gesprochene Kiunguja-Dialekt als Grundlage für das Standard-Swahili. Davon abgesehen umfasst die Sprache mehr als fünfzig unterschiedliche Dialekte, darunter:
- Kimrima: Gegend um Pangani, Vanga, Dar es Salaam, Rufiji und die Insel Mafia
- Kimgao: Gegend um Kilwa und südlich davon
- Kipemba: Gegend um Pemba
- Kimvita: Gegend in und um Mvita oder Mombasa, früher der zweite große Dialekt neben Kiunguja
- Kiamu: Gegend um die Insel Lamu (Amu)
- Kingwana: Östliche und südliche Regionen der Demokratischen Republik Kongo, manchmal auch als Copperbelt Swahili bezeichnet, besonders die im Süden gesprochene Variante
- Kingozi: ein Sonderfall, die Sprache der Bewohner der antiken Stadt „Ngozi“ und möglicherweise der Ursprung des Swahili
- Shikomor (Komorisch): Die Sprachen der Komoren sind mit dem Swahili eng verwandt. Die Dialekte Kingazidja oder Shingazidja, die auf der Grande Comore gesprochen werden, und das Mahorische, das auf Mayotte gesprochen wird, werden manchmal als Dialekte des Swahili angesehen.
- Kimwani: Gegend um die Kerimbainseln und die Nordküste Mosambiks
- Chimwiini: Gegend um Barawa (Südküste Somalias)
- Sheng: eine Art informeller Straßenslang aus Swahili, Englisch und anderen einheimischen Sprachen, der in und um Nairobi genutzt wird. Sheng entstand in Slums von Nairobi und gilt für einen zunehmenden Anteil der Bevölkerung als modern und großstädtisch.

## Beispiele
Prominente Swahili-Begriffe und -Wendungen
- Baba Yetu, Vater Unser auf Swahili
- Habari, „Neuigkeiten“ (aus d. Arab. und Pers., von dort ins Hindi und Urdu), verkürzte Grußformel, ehemaliges Content-Management-System
- Hakuna Matata, „es gibt keine Probleme; alles in Ordnung“, Songtitel
- Jabari, „mutig/tapfer“ (aus d. Hindi-Urdu), Ethnie in Black Panther/Wakanda
- Jambo, „Hallo“, u. a. ein Kartenspiel und ein Lied: Jambo Bwana (Hallo, Herr)
- Jenga, „bauen“, Geschicklichkeitsspiel
- Joomla (engl. Schreibung von Swahili jumla, aus d. Arab., Hindi und Urdu), „Summe; alles zusammen“, freies Content-Management-System zur Erstellung von Webseiten
- Jumbo (engl. Schreibung von Swahili jambo), „Angelegenheit (verkürzte Grußformel)“, Name eines Elefanten, Symbol für besondere Größe
- Kibo, „der Helle“, höchster Berg Afrikas
- Kofia, „Hut“, traditionelle männliche Kopfbedeckung
- Maafa, „Unheil“, afrikanischer Holocaust (politischer Neologismus)
- Malaika, „Engel“, weiblicher Vorname
- Mambo, „Sachen; Angelegenheiten“, Content-Management-System, Vorläufer von Joomla
- Mitumba, „Bündel (Mehrz.)“, Verpackungseinheit für importierte Altkleider
- Mzungu, weißer Mann
- Nakupenda, „ich liebe dich“
- Safari, „Reise“, Großwildjagd, aus d. Arab.-Pers. sowie d. Hindi und Urdu
- Simba, „Löwe“
- Uhuru, „Freiheit“
- Watoro, „entlaufene Sklaven“, ostafrikanische Volksgruppe

## Die mündliche und schriftliche Literatur der Swahili
Unter dem Einfluss arabischer und persischer Kaufleute und Siedler machte sich seit dem 7. Jh. islamischer Einfluss durch arabische Schriftlichkeit einiger Landessprachen an der Ostküste Afrikas bemerkbar. Aus dieser Zeit stammen erste Werke in arabischer Schrift und Wesensart in Swahili. Theologische Schriften, Rechtstexte, Chroniken und historische oder geographische Werke bilden neben Märchen- und Liedsammlungen sowie Gedichten und Epen den Korpus der frühen Swahili-Literatur. Europäische Missionare führten seit der Mitte des 19. Jhs. die lateinische Schrift mit phonetischen Zusatzzeichen ein, die zu einer verstärkten Sammeltätigkeit der bisher oral überlieferten Literatur durch Missionare, Verwaltungsbeamte und Wissenschaftler führte. Die Verfasser der Oralliteratur bleiben unbekannt. Der Ethnologe Jürgen Zwernemann bemerkt hierzu: „Literatur im herkömmlichen Sinne des Wortes ist im Schwarzen Afrika ausschließlich unter fremdem Einfluß entstanden, und zwar [...] nur an wenigen Stellen des großen Kontinents. Dagegen sind in Afrika schier unermeßliche Schätze von Volksdichtung oder, wenn man so sagen will, Oralliteratur zu finden, von der [...] bisher erst ein relativ kleiner Teil bekannt geworden ist.“
Als Literaturgattungen des Swahili gelten das Lied mit den beiden Gattungen mashairi, Vierzeiler mit je 16 Silben je Zeile sowie einem Reimsystem, und das kürzere nyimbo. Themen der Lieder sind aktuelle Ereignisse, Sitten und Gebräuche; als Stegreifkompositionen sind sie oft aus einem Liedwettstreit hervorgegangen. Wortwahl, Reim und Metrik sind dabei ausschlaggebend. Profanes und Kultisches kann thematisiert werden: Jagdlieder, Zauber- und Fluchlieder, Trauerlieder, Kriegslieder, Tanzlieder sowie historische Texte gehören zu den Inhalten des Liedgutes. Lehrlieder und Sprichwörter gehören zur didaktischen Dichtung, letztere oft als Essenz der beliebten Märchen. Das Rätsel ist meist der Jugend vorbehalten, Zauberspruch und Gebet den Erwachsenen.
Das Lyongo-Epos der Swahili gilt als eines der wichtigsten, Lyongo ist zugleich der einzige autochthone Held. König Liongo (Liongo fumo), der im 12. Jh. in Kenia lebte, war persischer Abkunft und soll Verfasser zahlreicher Lieder sein, die zu den frühesten Belegen der Swahililiteratur gehören. Der arabisch-persische Einfluss zeigt sich auch in der Maghazi-Literatur, den Dichtungen über muslimische Feldzüge zur Zeit des Propheten. Das Epos, das die gebundene Sprache verwendet, zeigt im Wortschatz, im Reim und in Zitaten die Abhängigkeit von den arabischen Vorbildern. Die meisten Epen bestehen aus Vier- oder Fünfzeilern (utendi und ukawafi) mit festen Reimschemen, die bei festlichen Anlässen von Männern wie Frauen zu Instrumentalbegleitung vorgetragen werden; die Aufzeichnung erfolgte in arabischer Schrift, nur wenige davon sind bisher in lateinische Schrift übertragen oder veröffentlicht worden.
Die Inseln Lamu und Pate waren für den eigenständigen Charakter ihrer Dichtungen bekannt. Auch Frauen zählten zu den Autoren, so die Verfasserin des Sirri li-asirari (Das Geheimnis der Geheimnisse), die sich die Araberin nannte und als Tochter eines Scheichs ihr Werk 1663/64 auf Arabisch niederschrieb. 1728 fertigte Bwana Mwengo Bin Athmani auf Verlangen des Sultans eine Abschrift des Herkal-Epos an. Die kürzeren ukawafi-Dichtungen haben meist religiösen oder ethischen, gelegentlich aber auch einen realen historischen oder aktuellen Gehalt.
Die Preislieder der Swahili feiern einzelne Personen und preisen deren Großzügigkeit, Spottlieder stellen deren Geiz an den Pranger.
- Zur modernen Literatur auf Swahili siehe Ostafrikanische Literatur sowie die Hinweise auf den Webseiten Große-kleine-Sprache-Kiswahili und Suahili-Klassiker.